# SMS Moltke (1910)
SMS Moltke – niemiecki krążownik liniowy (klasyfikowany oficjalnie jako wielki krążownik, niem.: Großer Kreuzer) z okresu I wojny światowej, pierwsza z dwóch jednostek typu Moltke, a druga w swojej klasie w składzie Kaiserliche Marine.
Zwodowany w 1910 roku, został nazwany dla uczczenia pruskiego feldmarszałka Helmuta von Moltke. Podczas wojny uczestniczył w większości działań niemieckiej marynarki wojennej przeciwko brytyjskiej Royal Navy, w tym w bitwach na Dogger Bank i jutlandzkiej, brał udział także w operacjach na Morzu Bałtyckim w 1915 i 1917 roku. Kilkakrotnie poważnie uszkodzony, dzięki mocnej i zrównoważonej konstrukcji nie uległ zniszczeniu i przetrwał do końca wojny. Po wojnie, internowany wraz z większością ciężkich okrętów Hochseeflotte w Scapa Flow, został samozatopiony 21 czerwca 1919 roku. Wrak wydobyto w 1927 roku i zezłomowano w latach 1927–1929.

## Projektowanie i budowa
W trwającym od pierwszych lat XX wieku wyścigu zbrojeń morskich pomiędzy Royal Navy a Kaiserliche Marine, Brytyjczycy obok budowy klasycznych drednotów, rozpoczęli konstruowanie nowej klasy okrętów: krążowników liniowych. Poza wykonywaniem typowych dla krążowników zadań, jak ochrona szlaków komunikacyjnych i służba w koloniach, miały one prowadzić również działania rozpoznawcze na rzecz floty liniowej oraz służyć do pościgu za wolniejszymi okrętami przeciwnika. Aby zapewnić im odpowiednią prędkość, brytyjscy konstruktorzy zredukowali opancerzenie do niezbędnego minimum.
Po poznaniu danych technicznych trzech pierwszych jednostek typu Invincible Niemcy rozpoczęli konstrukcję okrętu „Von der Tann”, oddanego do służby w 1911 roku, o zbliżonych charakterystykach, jednak lepiej opancerzonego. Zgodnie z niemiecką koncepcją, popieraną przez wielkiego admirała Alfreda von Tirpitza, okręty tej klasy (oficjalnie klasyfikowane, ze względów politycznych, jako wielkie krążowniki) miały służyć jako szybkie skrzydło rozpoznawcze floty, zdolne jednocześnie do wykonywania działań dywersyjnych, wciągających do walki niewielkie zespoły floty przeciwnika. Dwa następne niemieckie krążowniki liniowe zostały zaprojektowane jako powiększona modyfikacja „Von der Tanna”, z dodatkową wieżą artylerii głównej na rufie (umieszczoną po raz pierwszy na niemieckich okrętach w superpozycji).
Pierwszy z nowych okrętów został sfinansowany z budżetu na lata 1908–1909. Podobnie jak w przypadku poprzednika, budowa została zlecona stoczni koncernu Blohm & Voss w Hamburgu. Kontrakt na budowę krążownika oznaczonego „G” (numer budowy 200) zawarto 17 września 1908 roku. Stępkę pod jednostkę położono 7 grudnia 1908 roku, wodowanie odbyło się 7 kwietnia 1910 roku. Okręt otrzymał nazwę upamiętniającą pruskiego feldmarszałka Helmuta von Moltke (1800–1891), nadał mu ją zaś bratanek i imiennik patrona, szef Sztabu Generalnego, generał Helmuth von Moltke młodszy. Był to drugi okręt o tej nazwie w Kaiserliche Marine. Pierwszym była żelazna fregata żaglowa z pomocniczym napędem parowym „Moltke”, późniejszy okręt szkolny i hulk dla załóg U-Bootów, w 1911 roku przemianowany na „Acheron”. Prace stoczniowe na krążowniku ukończono 30 września 1911 roku. Koszt budowy jednostki wyniósł 42 603 000 ówczesnych marek.

## Opis konstrukcji
„Moltke”, podobnie jak jego jednostka bliźniacza, „Goeben”, miał długość całkowitą 186,6 m (186 m na konstrukcyjnej linii wodnej) i szerokość maksymalną 29,4 m. Jego wyporność konstrukcyjna wynosiła 22 979 ton metrycznych, zaś pełna 25 400 ton. Przy obciążeniu do wyporności pełnej zanurzenie wynosiło od 8,77 m na dziobie do 9,19 m na rufie. Grodzie wodoszczelne dzieliły kadłub na 15 przedziałów, podwójne dno obejmowało 78% długości okrętu.
Napęd krążownika stanowiły dwa zespoły turbin parowych systemu Parsonsa, każdy składający się z turbiny wysokiego i niskiego ciśnienia o łącznej projektowanej mocy 52 000 KM. Napędzały one za pośrednictwem wałów napędowych cztery śruby o średnicy 3,74 m. Parę do turbin dostarczały 24 kotły opalane węglem, umieszczone w ośmiu kotłowniach. Planowana prędkość maksymalna, wynosząca 25,5 węzła, została znacznie przekroczona podczas prób morskich i wyniosła 28,4 węzła przy mocy maksymalnej 85 782 KM. Projektowany zapas węgla wynosił 1000 ton i mógł być w razie konieczności zwiększany do maksymalnie 3100 ton, co pozwalało przepłynąć 4120 mil morskich przy prędkości ekonomicznej 14 węzłów. W 1916 roku w paleniskach kotłów zainstalowano rozpylacze paliwa płynnego.
Główne uzbrojenie krążownika stanowiło dziesięć dział 28 cm SK L/50, o faktycznym kalibrze 283 mm i długości lufy 50 kalibrów, umieszczonych w pięciu wieżach artyleryjskich, znajdujących się na pokładzie dziobowym (jedna), na śródokręciu (dwie rozmieszczone diagonalnie na burtach) oraz na rufie (dwie w superpozycji). Zapas amunicji wynosił 810 sztuk (po 162 jednostki ognia na wieżę). Kąt podniesienia luf wynosił początkowo 13,5°, w 1916 roku został zwiększony do 16°, co pozwoliło na zwiększenie donośności z 18 100 do 19 100 m. Na artylerię średnią składało się dwanaście dział 15 cm SK L/45 kalibru 149,1 mm, umieszczonych w kazamatach, po sześć na burcie, oraz dwanaście dział 8,8 cm SK L/45 kalibru 88 mm, po sześć na burtę. Te ostatnie zostały później uznane za nieskuteczne i były sukcesywnie demontowane. W ich miejsce na rufowej nadbudówce zainstalowano cztery działa przeciwlotnicze 8.8 cm Flak L/45, również kalibru 88 mm. Ponadto okręt posiadał cztery podwodne wyrzutnie torpedowe kal. 500 mm, umieszczone w sposób typowy dla niemieckich ciężkich okrętów tego okresu: jedna na dziobie, jedna na rufie po lewej stronie urządzenia sterowego oraz dwie na burtach prostopadle do osi podłużnej jednostek. Krążownik zabierał łącznie 11 torped. Jesienią 1915 roku na okręcie prowadzono próby z użyciem wodnosamolotu.
Ochrona pancerna wykonana była w całości ze stali Kruppa. Składała się z cytadeli pancernej o ścianach pionowych grubości 270 mm, chroniącej główne elementy konstrukcji, pancerza pionowego poza cytadelą o grubości 100 mm, pancernych kazamat o grubości ścian do 150 mm i opancerzenia poziomego o łącznej grubości 75 mm. Wieże artyleryjskie były chronione pancerzem o grubości do 230 mm a ich barbety 250 mm, pancerne stanowisko dowodzenia miało pancerz o grubości do 350 mm. Podwodne części okrętów były chronione wzdłużną grodzią przeciwtorpedową o grubości od 50 mm w rejonie wież artyleryjskich i komór amunicyjnych do 30 mm w mniej istotnych fragmentach konstrukcji.
Załoga okrętu według projektu miała wynosić 43 oficerów oraz 1010 podoficerów i marynarzy w okresie pokoju, a w czasie wojny sukcesywnie rosła. Gdy „Moltke” pełnił funkcję okrętu flagowego 1. Grupy Rozpoznawczej, była większa o 13 oficerów i 62 marynarzy, w czasie bitwy jutlandzkiej wynosiła 1425 osób.

## Służba operacyjna

### Lata przedwojenne

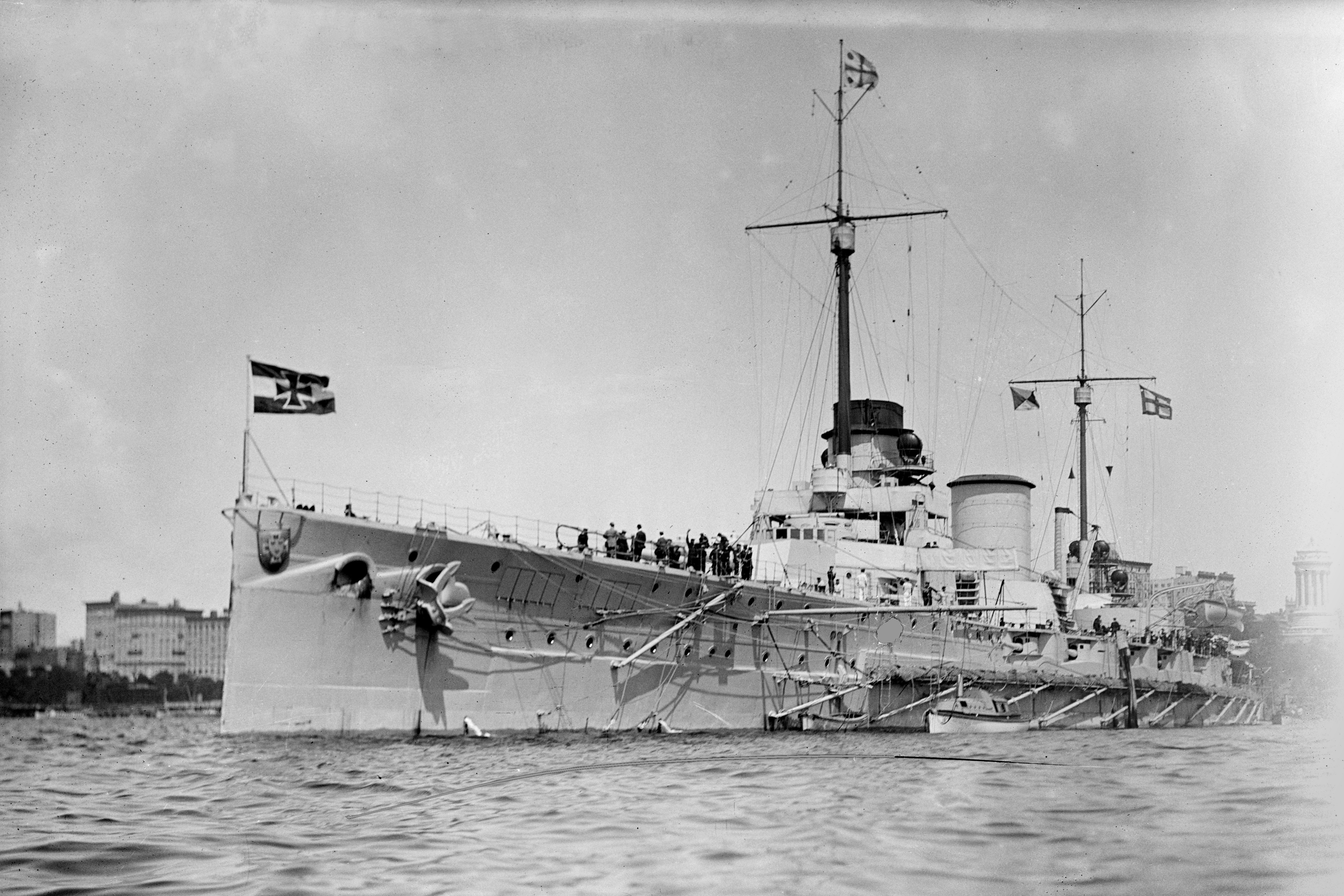
SMS „Moltke” podczas wizyty w Nowym Jorku w 1912 roku

Pierwszym dowódcą okrętu został Kapitän zur See (komandor) Edler von Tiechler Ritter von Mann. Po zakończeniu prób morskich, z których większość przeprowadzono w Zatoce Gdańskiej, 31 marca 1912 roku „Moltke” został wcielony do 1. Grupy Rozpoznawczej (niem. 1. Aufklärungsgruppe), zastępując w niej odstawiony do rezerwy krążownik pancerny „Roon”. W kwietniu krążownik wszedł, jako okręt flagowy kontradmirała Huberta von Rebeur-Paschwitza, w skład zespołu okrętów Kaiserliche Marine, odbywających rejs do Ameryki Północnej, podczas którego wpłynął z oficjalną wizytą do portu w Nowym Jorku. Po powrocie do Kilonii okręt wykonał jeszcze jedno zadanie specjalne: eskortował jacht cesarza Wilhelma II płynącego z oficjalną wizytą do Rosji. Podejmując normalną służbę, „Moltke” został okrętem flagowym dowódcy 1. Grupy Rozpoznawczej, kontradmirała Gustava Bachmanna. Od początku października 1913 roku jego następcą został kontradmirał Franz von Hipper, który również podniósł swoją flagę na „Moltkem”. Okręt pełnił tę rolę do czerwca 1914 roku, kiedy admirał Hipper przeniósł się na nowo zbudowany „Seydlitz”. W tym czasie nastąpiła zmiana na stanowisku dowódcy okrętu: nowym został Kapitän zur See Magnus von Levetzow.
W dowództwie Kaiserliche Marine powstał wówczas pomysł, żeby wzmocnić krążownikiem liniowym Niemiecką Eskadrę Wschodnioazjatycką admirała von Spee, planując włączyć w jej skład „Moltke”, ale ostatecznie zrezygnowano z tego. W połowie 1914 roku zamierzano wysłać okręt na Morze Śródziemne, dla zastąpienia w składzie Eskadry Śródziemnomorskiej wymagającego remontu bliźniaczego „Goebena”, ale plany te zostały anulowane po zamachu w Sarajewie.

### Bombardowanie Yarmouth
Po wybuchu I wojny światowej okręty 1. Grupy Rozpoznawczej stacjonowały w Wilhelmshaven, na kotwicowisku u ujścia rzeki Jade. Podczas bitwy koło Helgolandu 28 sierpnia 1914 roku ciężkie okręty niemieckie nie mogły z powodu niskiego stanu wód podczas odpływu wyjść w morze, żeby wesprzeć atakowane przez jednostki Grand Fleet siły lekkie. „Moltke” i „Von der Tann”, mające najmniejsze zanurzenie, mogły opuścić kotwicowisko dopiero o 12.30. Gdy w końcu przybyły na miejsce niedawnego starcia, na wszelką kontrakcję było już za późno. Duże straty poniesione w bitwie koło Helgolandu spowodowały wśród niemieckich oficerów chęć rewanżu na flocie brytyjskiej. Jako cel ataku wybrano portowe miasto Great Yarmouth na wschodnim wybrzeżu Anglii. Według planu admirała Hippera niemieckie okręty miały ostrzelać cele lądowe oraz postawić miny na torze wodnym, a w przypadku kontrakcji brytyjskich krążowników liniowych zwycięzcy spod Helgolandu, wiceadmirała Davida Beatty’ego, wciągnąć je na niemieckie pola minowe i linie patrolujących U-Bootów.
Po południu 2 listopada okręty admirała Hippera opuściły kotwicowisko u ujścia Jade. Zespół składał się z trzech krążowników liniowych: „Seydlitz” (okręt flagowy), „Moltke” i „Von der Tann”, krążownika pancernego „Blücher” oraz czterech krążowników lekkich. Następnego dnia o 6.30 rano osiągnęły pozycję w pobliżu wybrzeża Norfolku, patrolowaną przez dwa brytyjskie niszczyciele i stary torpedowiec „Halcyon”, przebudowany na trałowiec. Lekkie okręty zaczęły stawiać miny na zaplanowanych pozycjach, zaś pozostałe jednostki niemieckie otworzyły ogień do najbliższego celu, którym był „Halcyon”. Pomimo silnego ostrzału nie odniósł on poważniejszych uszkodzeń, jedynie odłamki wybuchających w pobliżu pocisków raniły trzech członków załogi i zniszczyły anteny radiowe. Później niemieccy artylerzyści przenieśli ogień na Yarmouth, lecz większość pocisków wybuchła na plaży, nie powodując większych zniszczeń w mieście. Po zakończeniu stawiania min okręty admirała Hippera skierowały się w drogę powrotną. Z trzech brytyjskich okrętów podwodnych, które podjęły próbę ataku, jeden, D5, wszedł na którąś z postawionych min i zatonął wraz z niemal całą załogą (uratowano jedynie czterech marynarzy). Niemcy uznali akcję za swój sukces, a admirał Hipper został za nią odznaczony Krzyżem Żelaznym.

### Bombardowanie Hartlepool
W dniach 15–16 grudnia 1914 roku okręty 1. Grupy Rozpoznawczej w osłonie lekkich krążowników i niszczycieli przeprowadziły kolejny rajd na nadbrzeżne miasta wschodniej Anglii: Scarborough, Hartlepool i Whitby. Ich głównym celem było wciągnięcie do walki części jednostek Grand Fleet i wyprowadzenie ich pod ogień oczekujących w okolicy Dogger Bank głównych sił Hochseeflotte. Krążowniki admirała Hippera: flagowy „Seydlitz”, najnowszy „Derfflinger”, „Moltke”, „Von der Tann” oraz „Blücher” opuściły kotwicowisko u ujścia Jade nad ranem 15 grudnia.
Po osiągnięciu 16 grudnia wybrzeży Anglii admirał Hipper podzielił swój zespół. „Seydlitz”, „Moltke” i „Blücher” miały zaatakować Hartlepool. W ciągu godzinnego bombardowania krążowniki wystrzeliły ponad 800 pocisków dużego kalibru, niszcząc instalacje stoczniowe, kolejowe i przemysłowe w mieście oraz budynki cywilne, w tym kościoły, hotele i ponad 300 domów mieszkalnych. Zginęło 86 osób, rannych zostało 424 mieszkańców miasta.
Okoliczny akwen był patrolowany przez cztery stare niszczyciele Royal Navy, które próbowały kontratakować, ale pod silnym ostrzałem tylko jeden z nich, „Doon”, zbliżył się na odległość strzału torpedowego do niemieckiego zespołu. Wystrzelona przez niego torpeda chybiła celu, zaś odłamki niemieckich pocisków zabiły jednego i raniły 11 członków załogi brytyjskiego okrętu. Lepsze wyniki przyniósł ogień baterii brzegowych chroniących miasto: „Moltke” został trafiony raz, nie ponosząc strat wśród załogi, „Seydlitz” trzykrotnie, a „Blücher” sześć razy.
W tym samym czasie drugi zespół niemiecki ostrzelał Scarborough i Whitby. Obydwie grupy połączyły się o 9.45 i skierowały z powrotem w stronę wybrzeża Niemiec. Okręty brytyjskie, które wyszły w morze przeciwko siłom niemieckim, wykryły co prawda przeciwnika, ale błędy w dowodzeniu pozwoliły Niemcom wymknąć się z próby okrążenia. Nie zrealizowali oni jednak planu wciągnięcia Grand Fleet do bitwy, statyczna taktyka dowodzącego Hochseeflotte admirała von Ingenohla spowodowała, że jej przewaga nie została wykorzystana. Po zakończeniu akcji krążowniki admirała Hippera nie niepokojone powróciły do ujścia Jade.

### Bitwa na Dogger Bank

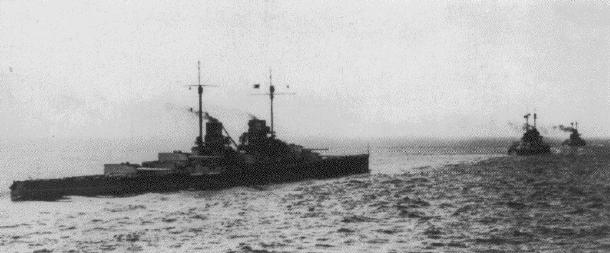
Niemieckie krążowniki liniowe płynące w kierunku Dogger Bank

W styczniu 1915 roku niemieckie dowództwo postanowiło zaatakować okręty brytyjskie patrolujące rejon Dogger Bank. Admirał von Ingenohl powierzył to zadanie 1. Grupie Rozpoznawczej kontradmirała Hippera, wzmocnionej czterema krążownikami lekkimi 2. Grupy Rozpoznawczej i 18 niszczycielami osłony. Eskadra niemiecka opuściła kotwicowisko 23 stycznia. Obok krążowników liniowych „Seydlitz”, „Moltke” i „Derfflinger” („Von der Tann” przebywał w tym czasie w stoczni remontowej) dołączył do niej ponownie krążownik pancerny „Blücher”, wolniejszy i słabiej uzbrojony od pozostałych okrętów. Miały one zaatakować brytyjskie trawlery, łowiące ryby w rejonie ławicy oraz ich ewentualną eskortę.
Dzięki wykryciu i rozszyfrowaniu niemieckich sygnałów radiowych Admiralicja brytyjska miała rozeznanie w planie działania i ruchach okrętów admirała Hippera. Przeciwko nim zostały wysłane krążowniki liniowe 1. i 2. Eskadry Krążowników Liniowych dowodzone przez admirała Davida Beatty’ego, 2. Eskadra Krążowników Lekkich komodora Williama Goodenougha oraz okręty Harwich Force komodora Reginalda Tyrwhitta. Ogółem dysponowali oni pięcioma krążownikami liniowymi, siedmioma krążownikami lekkimi i 35 niszczycielami.
Okręty obydwu stron nawiązały kontakt wzrokowy o godzinie 7.14 rano 24 stycznia 1915 roku. Brytyjskie krążowniki liniowe otworzyły ogień o 9.05, jako pierwszy cel obierając pozostający w tyle za resztą eskadry niemieckiej „Blücher”. W wyniku skoncentrowanego ognia krążownik pancerny zatonął o 12.13 wraz z 792 członkami załogi. Skupienie się Brytyjczyków na zniszczeniu najsłabszego z niemieckich okrętów pozwoliło pozostałym oderwać się od przeciwnika. Ciężko uszkodzony został „Seydlitz”, ponadto trafione zostały „Derfflinger” oraz lekki krążownik „Kolberg”. Po stronie brytyjskiej poważne uszkodzenia odniósł „Lion” i jeden z niszczycieli, lżejsze „Tiger”. „Moltke”, płynący jako drugi w niemieckim szyku, prowadził w czasie bitwy ogień do tych właśnie dwóch krążowników liniowych, wystrzeliwując ogółem 276 pocisków kalibru 280 mm oraz 14 kalibru 150 mm i uzyskując prawdopodobnie od ośmiu do dziewięciu trafień, samemu szczęśliwie unikając uszkodzeń.

### Działania na Bałtyku
W pierwszych dniach sierpnia 1915 roku trzy okręty 1. Grupy Rozpoznawczej: „Seydlitz”, „Moltke” i „Von der Tann”, wraz z grupą starszych drednotów pod dowództwem kontradmirała Hippera zostały przesunięte do działań na Morzu Bałtyckim. Ich zadaniem było zniszczenie sił marynarki rosyjskiej w rejonie Zatoki Ryskiej. Krążowniki liniowe, z racji swej szybkości, miały stanowić grupę osłonową. Prowadzone w dniach od 8 do 19 sierpnia 1915 roku działania floty niemieckiej nie przyniosły sukcesu, zaś obawa przed atakami obecnych na Bałtyku rosyjskich i brytyjskich okrętów podwodnych spowodowała ostatecznie jej wycofanie się po storpedowaniu „Moltke” przez E1 (dowódca Noel F. Laurence) rankiem 19 sierpnia.
Wystrzelona przez okręt podwodny torpeda została spostrzeżona dopiero niecałe 200 metrów od okrętu, nie dając dowódcy czasu na jakikolwiek manewr i trafiła w prawą burtę w okolicy pomieszczenia dziobowej wyrzutni torpedowej. Zostało ono zalane a przechowywane tam torpedy zniszczone, szczęśliwie bez eksplozji ich głowic bojowych. W następstwie wybuchu zginęło ośmiu członków załogi. Pomimo uszkodzeń i z około 450 tonami wody w kadłubie powrócił 22 sierpnia o własnych siłach do Hamburga, gdzie był remontowany do 20 września.

### Bombardowanie Yarmouth i Lowestoft
Na początku 1916 roku nastąpiła zmiana na stanowisku dowódcy Hochseeflotte: ciężko chorego admirała Hugo von Pohla (zmarł w szpitalu 23 lutego) zastąpił Reinhard Scheer, zwolennik ofensywnych działań ciężkich okrętów Kaiserliche Marine. Oznaczało to zmianę strategii niemieckiej na morzu. Według planów admirała Scheera lekkie siły oraz krążowniki liniowe 1. Grupy Rozpoznawczej dowodzonej przez kontradmirała Franza von Hippera miały swymi działaniami wywabić okręty Grand Fleet w morze, gdzie starłyby się z oczekującymi w zasadzce pancernikami Hochseeflotte. Korzystając z chwilowej przewagi Niemcy powinni zwyciężyć przeciwnika i uzyskać panowanie na morzu, niezbędne dla przełamania blokady alianckiej i przeprowadzenia zwycięskiej ofensywy lądowej na froncie zachodnim. Również na „Moltke” nastąpiła kolejna zmiana dowódcy okrętu, nowym został Kapitän zur See Johannes von Karpf.
W marcu 1916 roku krążownik dwukrotnie brał udział w akcjach Kaiserliche Marine, nie napotykając jednak przeciwnika. Kolejna akcja zaplanowana została na 21 i 22 kwietnia 1916 roku. Tym razem jednostki niemieckie miały zbombardować cele na wschodnim wybrzeżu Anglii, jednak została ona przerwana wskutek wejścia na minę na nierozpoznanym polu minowym małego krążownika „Graudenz”. Niemcy zdecydowani byli jak najszybciej powtórzyć akcję przeciwko angielskim miastom. Krążowniki liniowe 1. Grupy Rozpoznawczej, dowodzonej w zastępstwie chorego admirała Hippera przez wiceadmirała Friedricha Bödickera, wyszły w morze z kotwicowiska u ujścia Jade rano 24 kwietnia 1916 roku. Celem było zbombardowanie Lowestoft i Great Yarmouth. Obydwa miasta nie zostały wybrane przypadkiem: Lowestoft było bazą brytyjskich sił minowych, w Yarmouth stacjonowały brytyjskie okręty podwodne. Zgodnie z planem, w ślad za krążownikami liniowymi podążały główne siły Hochseeflotte pod dowództwem admirała Scheera. Swoje pozycje na podejściach do baz brytyjskich zajęły także U-Booty, których zadaniem było meldowanie o ruchach Royal Navy oraz przeprowadzenie w sprzyjających warunkach ataków na wykryte jednostki.
W skład 1. Grupy Rozpoznawczej wchodziły krążowniki liniowe: flagowy „Seydlitz”, najnowszy „Lützow”, „Derfflinger”, „Moltke” i „Von der Tann”, osłaniane przez sześć krążowników lekkich i dwie flotylle torpedowców. W ślad za krążownikami liniowymi podążały główne siły Hochseeflotte pod dowództwem admirała Scheera, stanowiące daleką osłonę na wypadek kontrakcji okrętów brytyjskiej Grand Fleet. Po południu 24 kwietnia „Seydlitz” wszedł na minę, rozrywając kadłub na długości około 15 metrów i tracąc jedenastu zabitych członków załogi. Uszkodzony krążownik został odesłany do Wilhelmshaven w eskorcie dwóch niszczycieli, zaś pozostałe okręty kontynuowały operację. Admirał Bödicker przeniósł się ze swoim sztabem na „Lützowa”.
Cztery pozostałe w boju okręty 1. Grupy Rozpoznawczej rozpoczęły bombardowanie Lowestoft o godzinie 4.10 rano 25 kwietnia 1916 roku, niszcząc w ciągu dziesięciu minut około 200 domów, dwie baterie brzegowe oraz zabijając trzech i raniąc dwunastu ludzi. Skuteczne zbombardowanie Great Yarmouth uniemożliwiła mgła, toteż niemieckie krążowniki oddały tylko kilka niecelnych salw. Interweniujące lekkie krążowniki brytyjskich Harwich Force zostały ostrzelane przez wycofujących się Niemców. Ostatecznie, pomimo znacznej przewagi, admirał Bödicker podjął decyzję o odwrocie, obawiając się ataków brytyjskich okrętów podwodnych, zaś siły główne admirała Scheera podążyły w ślad za nim.
Jednostki Grand Fleet nie były w stanie doścignąć wycofujących się Niemców, zaś lekkie okręty nie zaryzykowały pościgu, słusznie obawiając się napotkania niemieckich pancerników. To kolejne bombardowanie angielskich miast wywołało panikę wśród Brytyjczyków i spowodowało podjęcie przez rząd decyzji o przebazowaniu części okrętów do portów na południu Anglii. Obydwie strony planowały przeprowadzenie kolejnych rajdów w najbliższym czasie, licząc na wciągnięcie nieprzyjaciela do walnej bitwy sił głównych, zwycięstwo w której miało zdecydować o panowaniu na morzu.

### Bitwa jutlandzka
31 maja i 1 czerwca 1916 roku „Moltke” wziął udział w największej bitwie morskiej I wojny światowej, znanej jako bitwa jutlandzka, a w historiografii niemieckiej jako bitwa na Skagerraku. Doszło do niej na skutek spotkania się na morzu głównych sił morskich Niemiec i Wielkiej Brytanii. Niemieckie krążowniki liniowe 1. Grupy Rozpoznawczej, którym towarzyszyły mniejsze okręty, wyszły w morze z kotwicowiska u ujścia rzeki Jade o godzinie 2.00 (czasu środkowoeuropejskiego) w nocy 31 maja i skierowały się najpierw w stronę wybrzeży Norwegii, a następnie na Skagerrak, gdzie miały przeprowadzić działania przeciwko żegludze brytyjskiej. W przypadku napotkania przeważających sił miały się wycofać pod osłonę dział podążającej za nimi Hochseeflotte.
Krótko przed godziną 16.00 nastąpiło spotkanie krążowników admirała Hippera z podążającymi w ich kierunku jednostkami 1. i 2. Eskadry Krążowników Liniowych dowodzonymi przez wiceadmirała Davida Beatty’ego. Niemieccy artylerzyści otworzyli ogień o godzinie 16.48. Wkrótce potem zniszczeniu w wyniku trafień niemieckimi pociskami dużego kalibru uległy dwa brytyjskie krążowniki liniowe: „Indefatigable” i „Queen Mary”. „Moltke” rozpoczął bitwę jako czwarty okręt w szyku 1. Grupy Rozpoznawczej, prowadząc ogień do „Tigera”. W pierwszej fazie starcia jego artylerzyści uzyskali dziewięć trafień na okręcie przeciwnika, a później kolejne cztery, wykazując się w ten sposób najlepszą skutecznością spośród wszystkich niemieckich jednostek. W kolejnej fazie bitwy obie strony przeprowadziły ataki torpedowe własnych niszczycieli i torpedowców, nie uzyskując większych sukcesów. Po nadciągnięciu na pole bitwy głównych sił Hochseeflotte krążowniki liniowe admirała Beatty’ego zmuszone zostały do oderwania się od przeciwnika.
Następnie jednostki 1. Grupy Rozpoznawczej starły się z krążownikami liniowymi 3. Eskadry Krążowników Liniowych kontradmirała Horacego Hooda, wysłanymi dla wsparcia admirała Beatty’ego. W pojedynku artyleryjskim Brytyjczycy utracili „Invincible”, z którego załogi ocalało jedynie sześciu marynarzy. Po godzinie 20.00 krążowniki admirała Hippera otrzymały rozkaz przeprowadzenia kontrataku, mającego osłonić manewr odwrotu sił głównych Hochseeflotte. Dostawszy się pod ostrzał okrętów brytyjskich, Niemcy ponieśli bardzo ciężkie straty. Ciężko uszkodzony został okręt flagowy admirała Hippera, „Lützow”. Zmusiło to głównodowodzącego do zmiany okrętu, a na ten czas kierowanie atakiem przejął dowódca „Derfflingera”. Admirał Hipper wybrał na swój nowy okręt flagowy „Moltke”, który pozostawał w najlepszym stanie spośród wszystkich niemieckich krążowników liniowych, i dowodził z jego pokładu do końca bitwy.
Ogółem „Moltke” wystrzelił podczas całego starcia 359 pocisków kalibru 28 cm i 171 kalibru 15 cm oraz cztery niecelne torpedy. Sam został trafiony czterokrotnie, przez artylerię drednotów „Barham” i „Valiant”. Najpoważniejsze skutki spowodował pierwszy z pocisków, który uderzył w prawoburtową kazamatę nr 5 działa kal. 150 mm, niszcząc działo i zabijając lub raniąc większość jego obsługi. Te cztery trafienia oraz bliski wybuch piątego pocisku, wystrzelonego z „Tigera”, spowodowały łącznie śmierć 16 i rany 20 członków załogi, oraz nieszczelności kadłuba, przez które wdarło się około 1000 ton wody.

### Od bitwy jutlandzkiej do zakończenia wojny
Usuwanie uszkodzeń po bitwie jutlandzkiej trwało do 30 lipca 1916 roku, po czym okręt znów powrócił w szeregi Hochseeflotte. Co prawda ze względów propagandowych Niemcy ogłosili bitwę swym wielkim zwycięstwem, ale dowództwo floty oceniało sytuację realnie i zdawało sobie sprawę, że główny cel starcia obydwu flot nie został osiągnięty: Royal Navy nie straciła swej przewagi i nadal panowała nad Morzem Północnym. W połowie sierpnia 1916 roku admirał Scheer zaplanował kolejną operację, aby wywabić w morze część okrętów Grand Fleet i zniszczyć je. 18 sierpnia wyszły w morze dwa jedyne zdolne do działań krążowniki liniowe 1. Grupy Rozpoznawczej: „Moltke” i „Von der Tann”, wzmocnione na tę okazję drednotami „Markgraf”, „Großer Kurfürst” oraz „Bayern”. Celem miało być bombardowanie Sunderlandu. W ślad za zespołem admirała Hippera podążały znów siły Hochseeflotte admirała Scheera. Dowództwo Royal Navy, po raz kolejny uprzedzone o ruchach floty niemieckiej przez własny wywiad radiowy, wysłało naprzeciw Niemcom główne siły Grand Fleet, jednak obie floty rozminęły się na morzu w odległości około 40 mil morskich. Po zorientowaniu się w obecności w pobliżu brytyjskich pancerników, admirał Scheer dał rozkaz odwrotu i ostatecznie cała akcja nie doszła do skutku. Największy sukces podczas tej akcji odniosły okręty podwodne obydwu stron, na skutek ich działań Grand Fleet straciła dwa krążowniki lekkie: „Nottingham” i „Falmouth”, zaś Hochseeflotte uszkodzony przez E23 pancernik „Westfalen”.
We wrześniu 1916 roku nowym dowódcą krążownika został Kapitän zur See Hans Gygas. W tym czasie dowództwo Kaiserliche Marine zaniechało wypadów ciężkich okrętów, kierując wysiłek floty na prowadzenie nieograniczonej wojny podwodnej. Część sił floty zostało przesunięte na Morze Bałtyckie, pod komendę dowodzącego tym, dotąd drugorzędnym teatrem działań, księcia Henryka Pruskiego. W październiku 1917 roku okręt wziął udział w operacji Albion, desancie na archipelag Wysp Moonsundzkich. Zespołem floty niemieckiej dowodził admirał Erhard Schmidt a jego szefem sztabu był dawny dowódca krążownika, Kapitän zur See Magnus von Levetzow. „Moltke” został okrętem flagowym admirała Schmidta, operując z bazy w Lipawie. 11 października krążownik liniowy, wraz z pozostałymi ciężkimi okrętami, wspierał desant w zatoce Tagga na Ozylii. Sześć dni później dwa niemieckie drednoty: „König” i „Kronprinz Wilhelm”, w eskorcie mniejszych jednostek, starły się w Moonsundzie z dwoma pancernikami rosyjskimi i ich osłoną. Zwycięska dla Niemców bitwa zdecydowała również o przegranej Rosjan na archipelagu. Było to największe w końcowym okresie wojny zwycięstwo Kaiserliche Marine, jednak marynarka niemiecka poniosła znaczne straty, spowodowane głównie przez rosyjskie miny. „Moltke” powrócił w skład sił Hochseeflotte na Morzu Północnym w pierwszych dniach listopada 1917 roku. W grudniu przeszedł na remont do stoczni.
Od końca 1917 roku lekkie siły Kaiserliche Marine z sukcesami rozpoczęły zwalczanie brytyjskich konwojów do neutralnej Norwegii. Zaniepokojony tym nowy dowódca Grand Fleet, admirał David Beatty, zdecydował, że ważne konwoje będą dodatkowo osłaniane przez wydzieloną eskadrę okrętów liniowych. Stworzyło to jednostkom Hochseeflotte okazję do przechwycenia i zniszczenia takiego zespołu, korzystając z chwilowej przewagi liczebnej. Plan wiceadmirała Hippera polegał na przeprowadzeniu ataku na konwój przez krążowniki liniowe 1. Grupy Rozpoznawczej, które miały następnie wciągnąć ścigające je okręty brytyjskie pod ogień oczekujących w zasadzce niemieckich sił głównych.
Flota niemiecka, prowadzona przez najnowszy krążownik liniowy Kaiserliche Marine, „Hindenburg”, opuściła kotwicowiska rankiem 23 kwietnia 1918 roku. Już w godzinę później z jej składu ubyły dwie duże jednostki. „Moltke” doznał poważnej awarii urządzeń napędowych i, niezdolny do samodzielnego poruszania się, został wzięty na hol i odprowadzony do bazy przez pancernik „Oldenburg”. Pozostałe okręty kontynuowały akcję, ale pomimo dwudniowych poszukiwań nie udało im się przechwycić żadnego konwoju i w dniu 25 kwietnia wszystkie powróciły do baz.
Rozległe uszkodzenia krążownika spowodowane zostały przez zsunięcie się prawej wewnętrznej śruby z wału napędowego. Zanim obsługa maszynowni zatrzymała pracującą turbinę, zniszczeniu uległy elementy przeniesienia napędu. Ich odłamki uszkodziły przewody parowe, pomocnicze kondensatory oraz fragmenty konstrukcji i poszycia okrętu. Efektem było zalanie tych partii kadłuba przez około 2000 ton wody oraz unieruchomienie jednostki. Następnego dnia, pomimo eskorty dwóch niszczycieli (V 44 i V 45), holowana jednostka stała się celem skutecznego ataku brytyjskiego okrętu podwodnego E42. Trafienie torpedą w lewą burtę spowodowało dalsze zalewanie kadłuba i uszkodzenia siłowni. Ostatecznie krążownik został wprowadzony do Wilhelmshaven 26 kwietnia. Remont trwał aż do 9 września 1918 roku.
W październiku 1918 roku Cesarstwo Niemieckie znalazło się w bardzo trudnej sytuacji. Zwycięska ofensywa Ententy, wycofywanie się z działań wojennych kolejnych sprzymierzeńców oraz rewolucyjne wrzenie w samych Niemczech spowodowały podjęcie przez nowego kanclerza, księcia Maksymiliana Badeńskiego rozmów o zawieszeniu broni z aliantami. Reakcją dowodzącego od sierpnia 1918 roku Kaiserliche Marine admirała Reinharda Scheera, niewyrażającego (podobnie jak większość dowództwa armii i floty niemieckiej) zgody na zaprzestanie działań wojennych, było opracowanie planu decydującej bitwy morskiej z Royal Navy. Miał go wykonać admirał Franz von Hipper z podległą mu Hochseeflotte. Okręty admirała Hippera wyszły na redę bazy w Wilhelmshaven w nocy z 29 na 30 października 1918 roku. Jednak niemieccy marynarze nie zamierzali brać udziału w tej, w zasadzie samobójczej, misji i odmówili wykonywania rozkazów. W obliczu otwartej rewolty admirał Hipper nakazał okrętom powrót do portów w Wilhelmshaven i Kilonii.

## Internowanie w Scapa Flow i samozatopienie

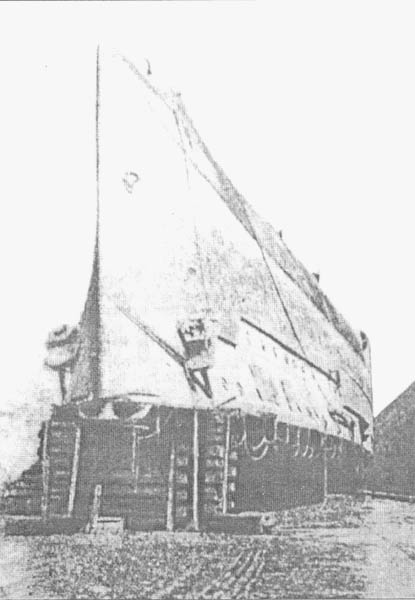
Rozbiórka „Moltke” w suchym doku w Rosyth

Ostatecznie Niemcy zgodziły się na podpisanie 11 listopada 1918 roku rozejmu w Compiègne, kończącego I wojnę światową. Na mocy tego traktatu okręty Kaiserliche Marine miały zostać rozbrojone i poddane kontroli sprzymierzonych. U-Booty miały zostać wydane ostatecznie i bez prawa do zwrotu, natomiast jednostki nawodne poddane internowaniu na czas trwania rozmów pokojowych. Prezydent Stanów Zjednoczonych Woodrow Wilson proponował przekazanie rozbrojonej floty niemieckiej pod nadzór któregoś z państw neutralnych, między innymi Hiszpanii, Holandii i Norwegii, które miały techniczne możliwości przyjęcia tak dużej ilości jednostek w swoich portach. Ostatecznie aktualna stała się oferta brytyjska, wskazująca na kotwicowisko Royal Navy w Scapa Flow na Orkadach jako miejsce postoju internowanej Hochseeflotte.
W wyniku negocjacji pomiędzy przedstawicielami marynarek wojennych Wielkiej Brytanii i Niemiec ustalono listę internowanych okrętów. Znajdował się na niej również „Moltke”, który w dniach od 11 do 19 listopada pełnił jeszcze raz funkcję okrętu flagowego dowódcy Sił Rozpoznawczych. Niemieckie okręty, rozbrojone i z minimalnymi zapasami paliwa i żywności, wyszły w morze 19 listopada 1918 roku pod dowództwem kontradmirała Ludwiga von Reutera, by po spotkaniu z silnym zespołem Royal Navy, wzmocnionym na tę okazję eskadrami US Navy i francuskiej Marine nationale, wpłynąć do Firth of Forth. Po przeprowadzeniu kontroli stanu rozbrojenia okręty zostały pod eskortą przebazowane do Scapa Flow. Dowódcą „Moltke” podczas internowania został Kapitänleutnant Wilhelm Crelinger.
W trakcie pobytu na internowaniu Ludwig von Reuter coraz wyraźniej zdawał sobie sprawę, że powrót choćby części powierzonych mu okrętów do kraju jest niemożliwy. W związku z tym i w obliczu zbliżającego się dnia wygaśnięcia obowiązywania zawieszenia broni, niemiecki dowódca zdecydował się postąpić zgodnie z rozkazem cesarza, mówiącym, że żaden niemiecki okręt nie może się dostać w ręce wroga. 21 czerwca 1919 roku admirał wydał rozkaz o samozatopieniu. „Moltke” zatonął o godzinie 13.10. Jego marynarze zostali potraktowani jako jeńcy wojenni i osadzeni w obozach, skąd powrócili do kraju dopiero na początku 1920 roku.
Operacja podnoszenia wraku z miejsca zatonięcia rozpoczęła się we wrześniu 1926 roku. Leżał on obrócony do góry stępką na głębokości około 24 metrów, z niewielkim (17°) przechyłem na prawą burtę. Po dwóch nieudanych próbach, uszczelnieniu przez nurków otworów i nieszczelności kadłuba, został w końcu skutecznie podniesiony pomiędzy 20 maja a 10 czerwca 1927 roku i odstawiony do nabrzeża w Lyness, gdzie przygotowano go do dalszej drogi. 18 maja 1928 roku „Moltke”, wciąż w pozycji do góry kilem, wypłynął z Orkadów holowany do stoczni złomowej w Rosyth. O ile sama podróż minęła bez kłopotów, to przejście przez Firth of Forth okazało się być o wiele trudniejsze, omal nie doprowadzając do zderzenia holowanego kadłuba z filarem Forth Bridge. Ostatecznie wrak został zezłomowany w Rosyth w latach 1927–1929.